# Emilio Uzcátegui
Emilio Uzcátegui García (Quito, 1899- Quito, 1996) fue un defensor pedagogo, filósofo, ensayista y dramaturgo ecuatoriano. Publicó decenas de libros en varios géneros, sin embargo sus escritos pedagógicos ayudaron a reformar la educación de Ecuador. Su enfoque fue siempre en defensa de la educación pública y laica, y trabajó incansablemente por mejorar la calidad de la enseñanza en el país. Además fue pieza importante en la reforma educativa de Paraguay formando parte del grupo de expertos que conformó la misión de la UNESCO en la década del cincuenta. Es considerado uno de los mayores referentes en la filosofía de la educación y junto a Leonidas García fue uno de los maestros más destacados del siglo pasado.

## Biografía

### Primeros años

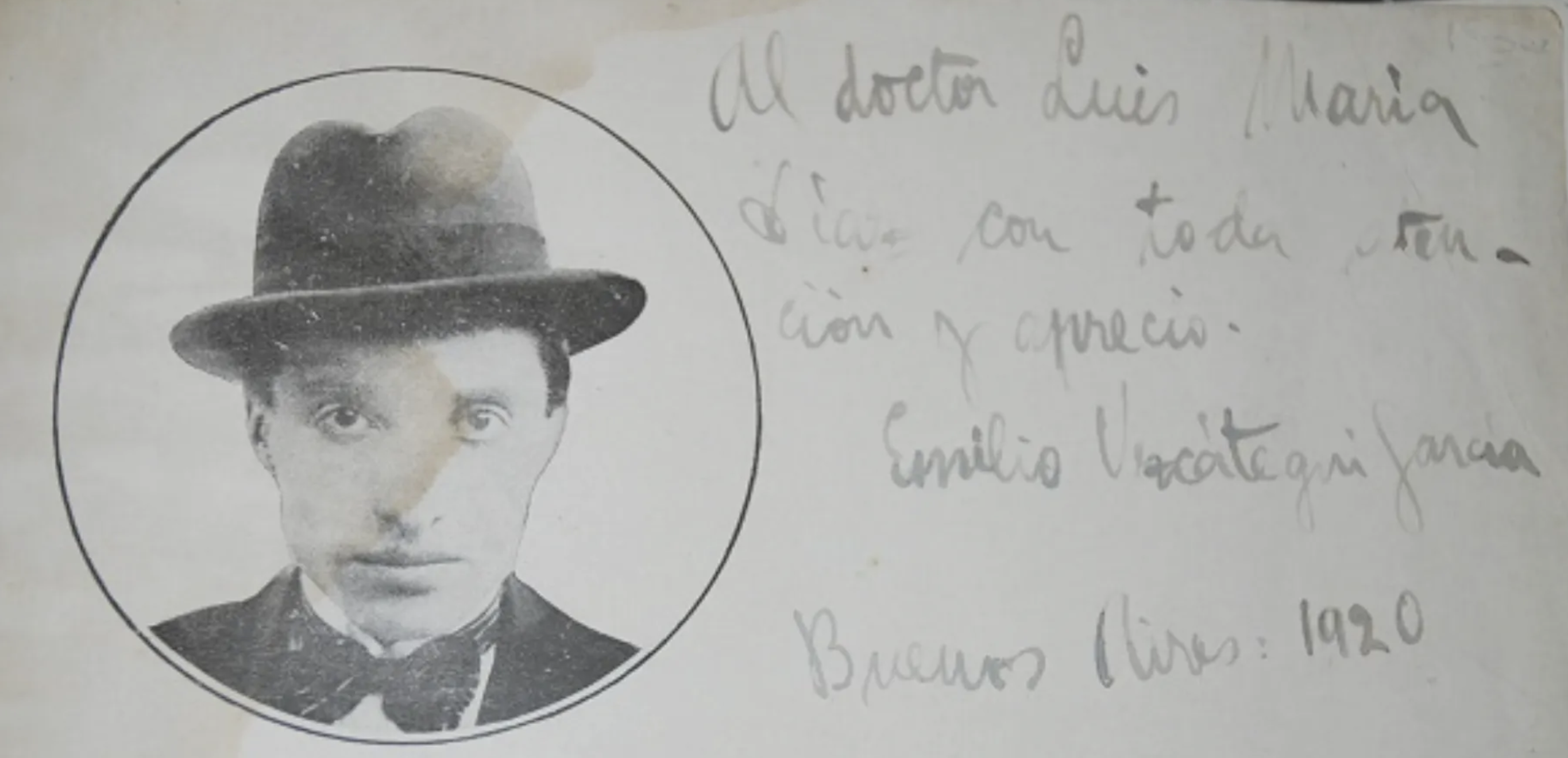
Dedicatoria del libro Musicos chilenos contemporaneos de Emilio Uzcategui

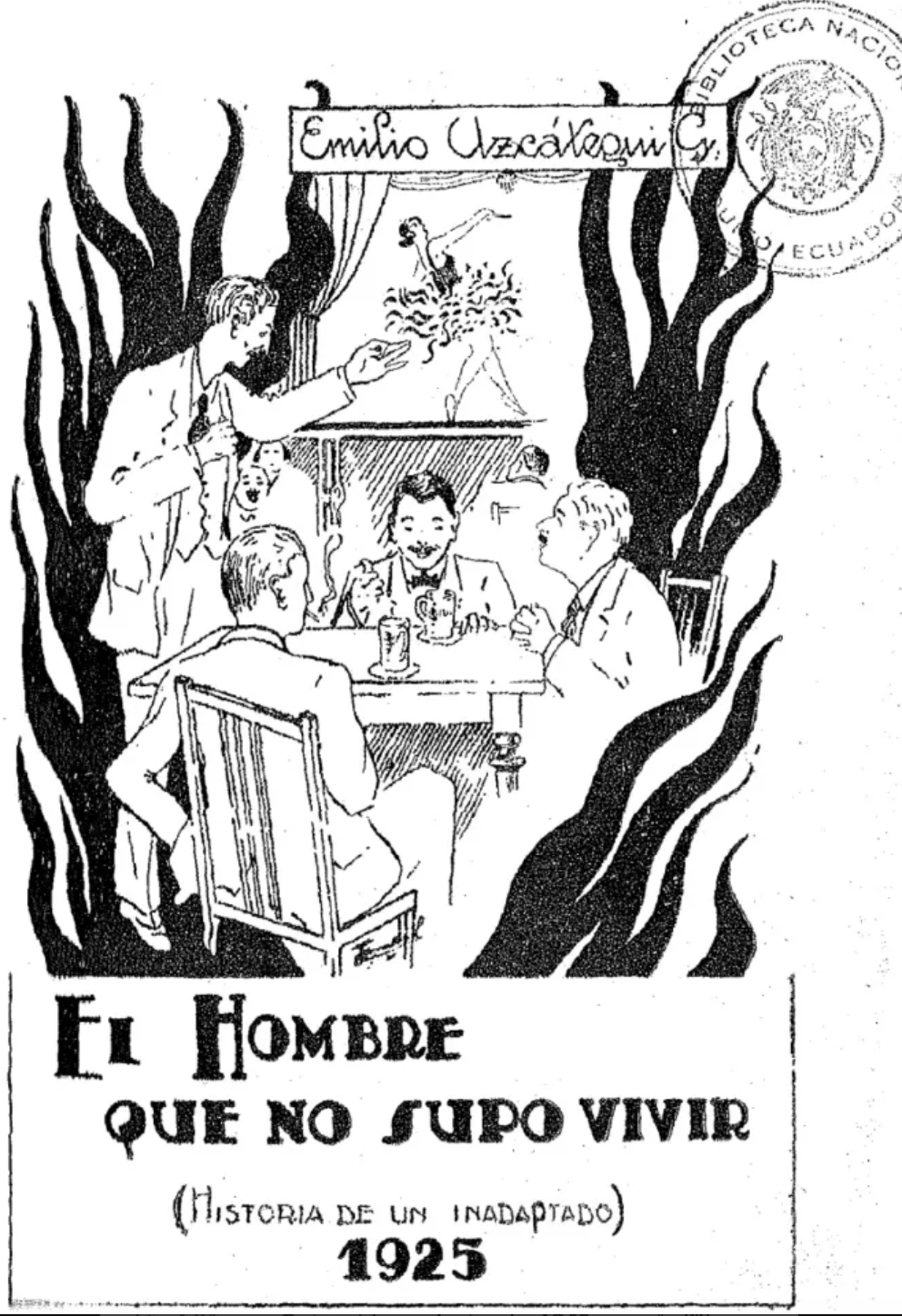
El hombre que no supo vivir

Emilio Uzcátegui nació en Quito el 11 de mayo de 1899. Ya desde niño se interesó por la educación y asistió a la Escuela Normal Juan Montalvo en el año de 1912. Ahí disfruto de grandes profesores y logro educarse con un criterio librepensador. Cuando era joven intentó su suerte en la poesía, sin éxito. Después optaría por el ámbito académico donde lograría destacar. A partir del año de 1914, trabajó como profesor paralelamente a su formación y tuvo la oportunidad de estudiar en Chile donde pasaría una etapa de su vida. Entre los años de 1914 y 1916, estudió en la Escuela Normal «José Abelardo Núñez» de Santiago de Chile. Ahí aprendería educación, música y humanidades. Además desarrollaría su interés por el teatro y la música, actuó en obras de teatro y escribió operetas. También se especializó en ciencias y matemáticas en el Instituto Pedagógico y estudió música en el conservatorio.

### Carrera académica
En los años veinte, consolidó su carrera como profesor y escritor. Publicó ensayos y libros sobre pedagogía y educación y participó en la política educativa ecuatoriana. Estuvo vinculado al movimiento socialista y desempeñó un importante papel en la educación pública. También viajó a Buenos Aires y trabajó como profesor en Chile, donde sus ideas progresistas le enfrentaron al sector conservador.
Se convirtió en una destacada figura política en la década de 1930. Fue elegido senador y se enfrentó con el gobierno y la Iglesia. Viajó a Estados Unidos, donde estudiaría en la Universidad de Columbia, lo que le abriría muchas puertas y crearía oportunidades que sabria aprovechar. Participó en movimientos educativos destacando siempre por su inteligencia. Uzcátegui además se caracterizó por oponerse a los regímenes dictatoriales de Ecuador y luchó por la educación laica, lo que le valió la persecución y el encarcelamiento.
A partir de 1940, ocupó puestos de responsabilidad en el sistema educativo y consolidó su reputación como pedagogo. Fue Decano de la Facultad de Filosofía y Letras, dirigió revistas educativas y colaboró con la UNESCO en varios países, sin embargo sería en Paraguay donde tendría mayor impacto. 

### Misión de la UNESCO en Paraguay
Entre los años de 1955 a 1959 fue jefe de la misión de la UNESCO en Paraguay donde contribuiría a la reforma educativa. Bajo su liderazgo, la educación de este país experimentó una transformación en varios niveles. Desde la institucionalización del Ministerio de Educación a la reforma de la formación del profesorado. Además sería profesor entre los años de 1958 y 1959 en el Instituto Normal de Física y Química de la Escuela Superior en Asunción. Fue asimismo experto en psicología, y fundó el Departamento de Psicología Educativa en el Ministerio de Educación del Paraguay. En 1959, bajo su dirección, se creó en la Escuela Normal de Profesores N° 1 un gabinete de psicología y psicopedagogía.
Publicó numerosos libros sobre educación y pedagogía. Entre sus obras más importantes se encuentran "Historia de la Educación Hispanoamericana", "Bosquejo de una filosofía de la educación" y "Antología pedagógica ecuatoriana". A lo largo de su vida, Uzcátegui recibió numerosos reconocimientos y homenajes por su labor en favor de la educación y la cultura ecuatoriana. En 1977, cumplió 50 años de fructífera labor en el campo educativo. En 1980, ganó el premio Maracay de la OEA por su libro "Historia de la Educación Hispanoamericana".
En sus últimos años continuó su labor académica y dejó un importante legado en el sistema educativo ecuatoriano. En cuanto a su vida personal conoció a Alba Elena Miranda con quien se casaría y tendría cuatro hijos: Galo, Hernán, Rodrigo, y Fernando. Fallecería en la ciudad de Quito en 1986.

## Legado

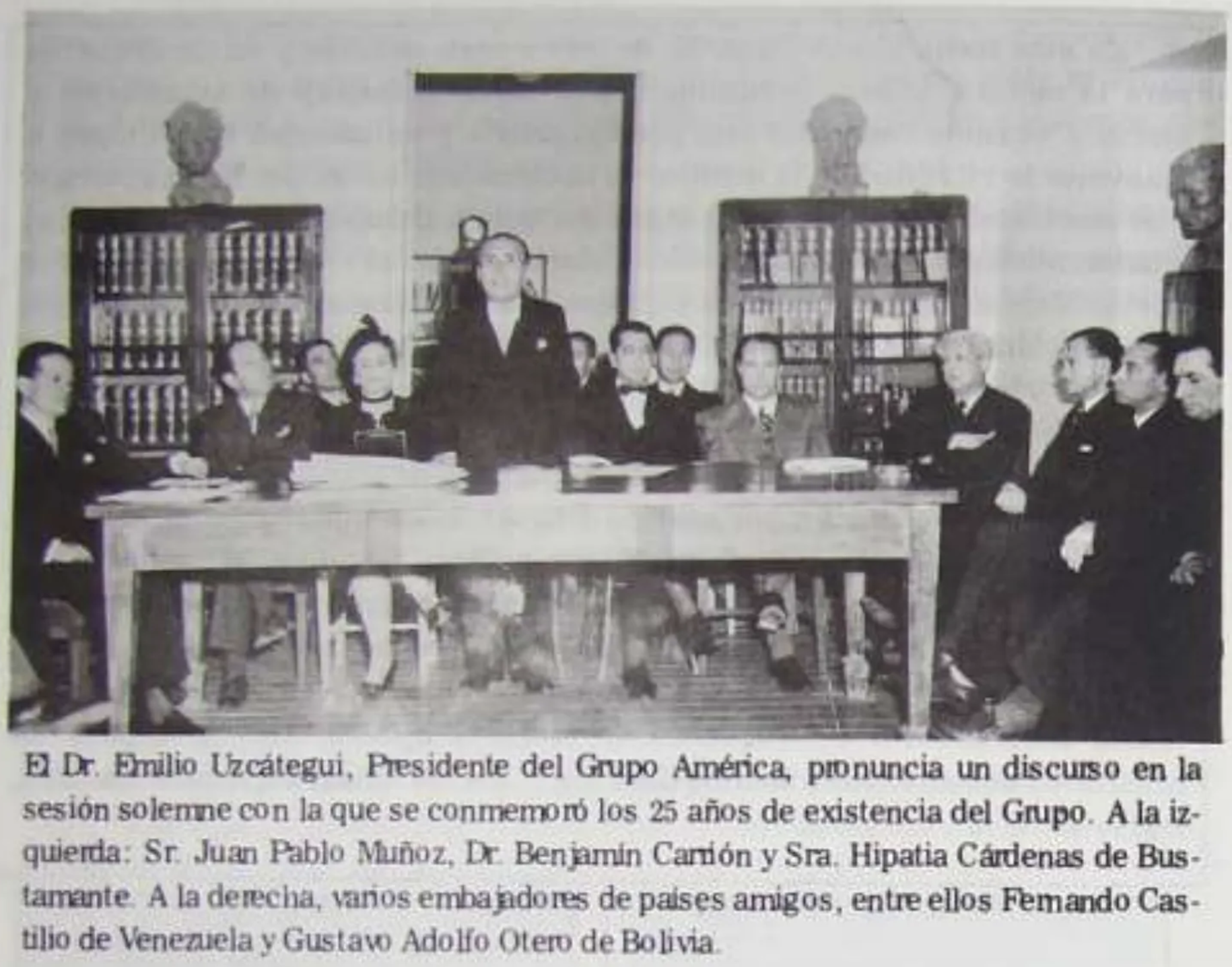
Uzcátegui dando un discurso como presidente del Grupo América

Emilio Uzcátegui fue un pensador vanguardista que propuso una visión integral de la educación, abarcando aspectos filosóficos, científicos, artísticos y técnicos. Criticó las tendencias de su época, denunciando la falsificación de la cultura y abogando por un movimiento renovador liderado por intelectuales. Su enfoque pedagógico se centró en la educación activa, diferenciando entre educar y enseñar, y promoviendo la didáctica y el método.
Uzcátegui analizó la educación desde una perspectiva político-social, destacando la lucha por el poder educacional y defendiendo la libertad de expresión del magisterio. Criticó al partido liberal y la dictadura, señalando la persistencia de estructuras burguesas en el poder. Su visión de la educación superior era inclusiva y adaptada a los tiempos globalizantes, proponiendo pautas para la didáctica universitaria y la evaluación de la calidad.
En resumen, Uzcátegui fue un educador visionario que propuso una educación transformadora, con un fuerte compromiso social y una mirada hacia el futuro. Sus ideas sobre la educación activa, la crítica a la cultura y la sociedad, y su análisis político-social de la educación siguen siendo relevantes en la actualidad.

## Listado de obras

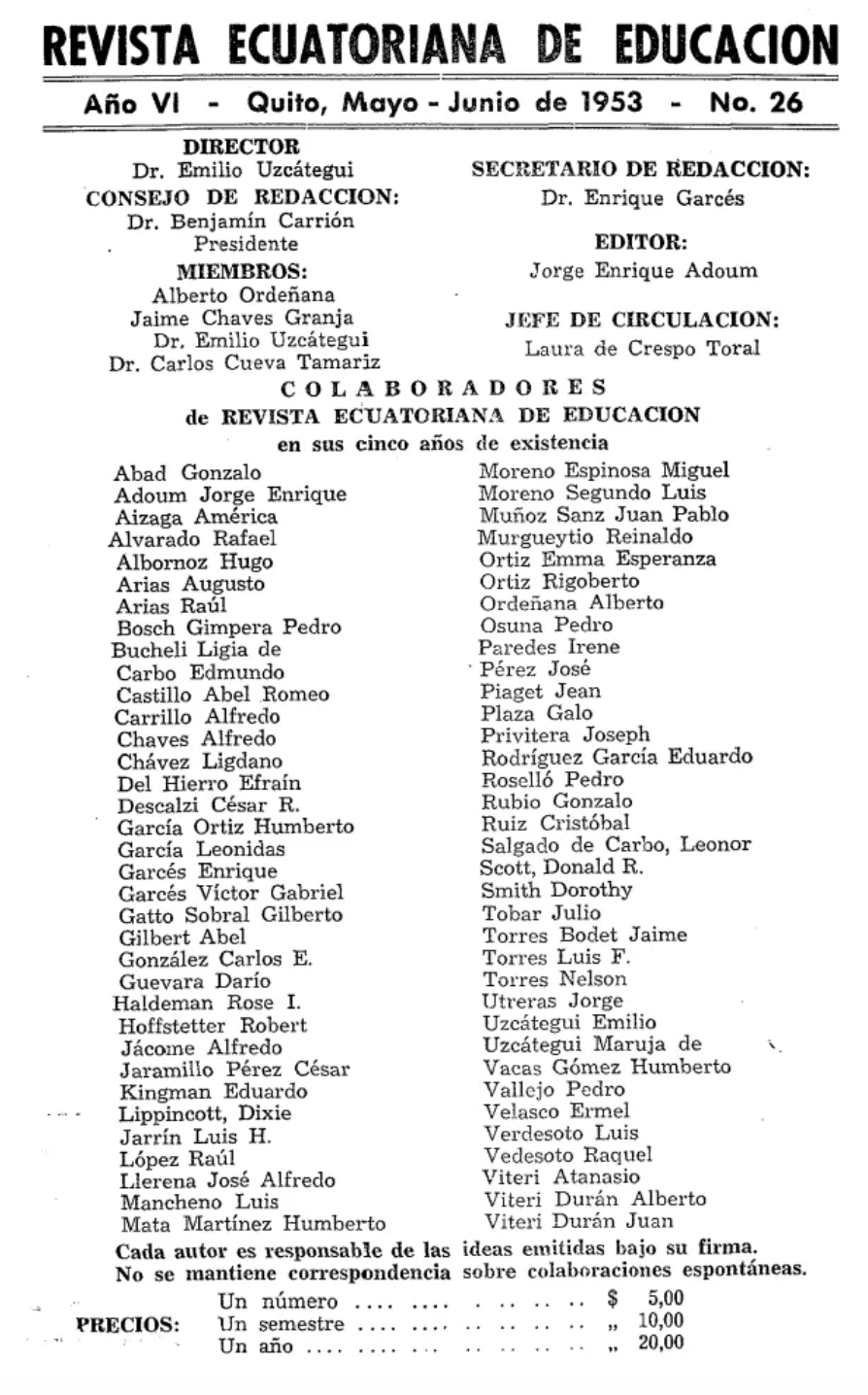
Revista Ecuatoriana de Educación por Emilio Uzcategui

### Libros
- "Hechos y Hombres de nuestra cultura"
- “Músicos Chilenos Contemporáneos”, 240 pp. 1919
- “Pedagogos de la Libertad”, 1925, 178 pp.
- "Historia del Ecuador", dos tomos en 203 y 273 pp. 1927
- “Introducción a una Pedagogía Científica” 577 pp. 1961
- “Fundamentos de la escuela activa” 1963
- “Didáctica Objetiva de la Lengua española y Extranjeras” 1964
- “Nuevas orientaciones para la enseñanza de las matemáticas en el nivel medio”. 1964
- “Bases para una didáctica para los establecimientos del nivel medio” 1968
- “Didáctica en la Filosofía de la Educación Media” 1968
- “La Alfabetización, problema de máxima prioridad” en 122 pp.
- “Problema de la enseñanza de Ciencias Sociales” 1971
- “Historia de la educación en Hispanoamérica” en 529 pp.
- “Medio siglo a través de mis gafas” en 300 pp. 1975
- “Tópicos históricos internacionales y literarios” en 177 pp. 1977
- “Ensayos heurísticos, psicológicos y pedagógicos” en 250 pp. 1978
- "Historia de la Facultad de Filosofía de la Central" 1979
- “Las ciencias naturales en la formación del hombre” 1979
- “Hacia una nueva Universidad” en 250 pp. 1981
- “La Educación Ecuatoriana en el siglo del liberalismo” 1981
- “Bosquejo de una Filosofía de la Educación” 1982
- “Consideraciones sobre un nuevo derecho en materia sexual”. 1983
- “Antología pedagógica ecuatoriana”
- “Hechos y nombres de nuestra cultura” 153 pp. 1984
- “Grandes educadores de América Latina”
- “Política educativa” 1986

### Ensayos
- “Libertad de Pensamiento y Libertad de Acción” 1924, en 20 págs.
- “¿Que hice en el Senado?” 28 pp. 1932
- “Situación del Niño en la Legislación Ecuatoriana”, 1935
- “L´Obligation Scolaire en Equateur,” traducida al inglés y español.
- “Páginas de Cultura y Educación”
- “El Arte de la Educación”

### Novela
- “El Hombre que no supo vivir”, 1925, 166 pp.

### Dramas
- “El Guía” episodio militar
- “El Dr. Dowal” obra de gran guiñol
- “La Condenación de Faustina” comedia en prosa

### Opereta
- “Una noche de primavera”
- “A Grande Recepcao a os Estudiantes brasileiros” opereta bufa en tres cuadros
- “Carmelo Tortuoso” parodia con música titulada
- “La Condenación de Faustina” opereta dramática 1925